# Scheidebrief
Der Scheidebrief (hebräisch גט Get; auch: Sefer keritut) ist im Judentum das Dokument, das der Ehemann der Ehefrau überreicht, womit er die Scheidung vollzieht.
Religiöse Grundlage ist (5 Mos 24,1 ). In Mischna und Talmud werden die Ehescheidung und ihre Formalien im Traktat Gittin (Gittin ist der Plural von Get) behandelt. Bereits im Jahr 1869 wurde von Reformgemeinden in den USA (Liberales Judentum), und dies gilt seit 1912 in Deutschland, der Scheidebrief für überflüssig erklärt. Die zivilrechtliche Scheidung ist als ausreichend anerkannt. In Israel gelten bezüglich der Ehescheidung die Regeln des Orthodoxen Judentums. Somit ist ein Scheidebrief für die Trennung erforderlich.  

## Israel
Das jüdische Recht schließt Eheschließung zwischen Juden und Nichtjuden kategorisch aus und bewertet diese als von Anfang an nichtig. Es gibt in Israel keine Zivilehe. Selbst Ehen, die im Ausland geschlossen wurden, können nicht zivilrechtlich geschieden werden. Hingegen können (Stand 2013) Zivilgerichte Fragen von Unterhalt, Sorge- und Besuchsrecht klären, jedoch nur, wenn sich zuvor nicht bereits ein Rabbinatsgericht des Scheidungsbegehrens angenommen hat. Da zivile Gerichte liberaler urteilen, gibt es die Tendenz, möglichst rasch an ein solches zu gelangen.

### Aguna
Die Aguna (hebräisch) (Verankerte, Angekettete, Mehrzahl Agunot) ist eine Jüdin in Scheidung ohne Get. Bei etwa jedem dritten Scheidungsantrag instrumentalisiert der Mann bei Eigentums- und Sorgerechtsstreitigkeiten den Get als Druckmittel gegen seine Ex-Frau. Schätzungen gehen von Tausenden von Agunot aus. Eine Aguna kann nicht heiraten und ihre weiteren Kinder gelten als Mamser, eine Form des Bastards, selbst wenn die Ehe im Ausland zivilrechtlich geschieden wurde. Ein Mamser hat nach jüdischem Recht einen minderen Status und darf nur einen anderen Mamser heiraten.
Vom Staat Israel anerkannt ist nur die Orthodoxe Gemeinde, die Konservative und die Liberale Gemeinde sind es nicht. Dies bedeutet, dass Rabbinatsgerichte ausschließlich von orthodoxen Rabbinern besetzt werden und auch nur diese gültige Eheschließungen und -scheidungen vollziehen können. Probleme sind entstanden, da nach dem Rückkehrgesetz von 1950 nicht nur jeder Jude, sondern auch dessen Kinder, Enkelkinder und Ehepartner (auch Nichtjuden) das Recht auf Alija haben.
In Israel haben die Rabbinatsgerichte zwar folgende staatliche Druckmittel gegen einen scheidungsunwilligen Partner (gewöhnlich Männer, aber manchmal auch Frauen) zur Verfügung:
- Entzug des Reisepasses
- Limitierung des Zugriffs auf das eigene Bankkonto
- Abnahme des Führerscheins
- Beugehaft

Erzwingen können sie aber auch dort eine Scheidung nicht. 2012 wurde allerdings ein Gesetz erlassen, das die Gerichte zwingt, regelmäßig Termine zu setzen und neue Sanktionen zu verhängen. Verschärfte Haftbedingungen sind seit 2014 erlaubt, wenn Beugehaft nicht hilft, z. B. bei streng orthodoxen Männern, die nur ihren religiösen Studien nachgehen, aber keiner Erwerbstätigkeit.
- keine Unterbringung in der speziellen Abteilung für Religiöse
- kein mehadrin-koscheres Essen
- keine privaten Telefonate[11]

Seit 2016 sind auch Gefängnisstrafen möglich. Im Januar 2017 bestätigte Israels Höchstgericht sogar die Zulässigkeit der mittelalterlichen Strafen von Ächtung und Verbannung für Männer, die eine Scheidung nicht akzeptieren wollen. Solche Personen dürfen weder eingeladen, bewirtet noch gegrüßt werden. Geschäftliche Kontakte mit ihnen sind verboten. Auch Angehörige von scheidungsunwilligen Männern können belangt werden, wenn Gerichte sie als Ursache dafür ansehen, dass die jeweiligen Männer die Scheidung nicht akzeptieren. Auf der anderen Seite können auch Frauen dafür bestraft werden, wenn sie ein Scheidungsgesuch des Mannes verweigern.

## Formale Erfordernisse
Für die Gültigkeit von Scheidung und Scheidebrief gelten die folgenden formalen Erfordernisse:
- Die Ausstellung des Scheidebriefs muss vor einem aus drei Rabbinern bestehenden Rabbinatsgericht erfolgen.
- Die Ausstellung muss durch einen Schreiber (sofer) erfolgen.
- Außerdem sollen zwei Zeugen anwesend sein, im Notfall können auch Mitglieder des Rabbinatsgerichts als Zeugen fungieren.
- Es darf kein fertiges Formular benutzt werden, sondern der Get muss speziell geschrieben werden.
- Das Papier oder Pergament, die Tinte und die Schreibfeder müssen Eigentum des Mannes sein.
- Das Dokument muss in Quadratschrift geschrieben sein, es darf keine Kursivschrift verwendet werden und es dürfen keine Korrekturen vorgenommen werden. Das Dokument muss genau zwölf Zeilen umfassen, in der 13. Zeile erscheinen die Namen der Zeugen.

## Geschichte

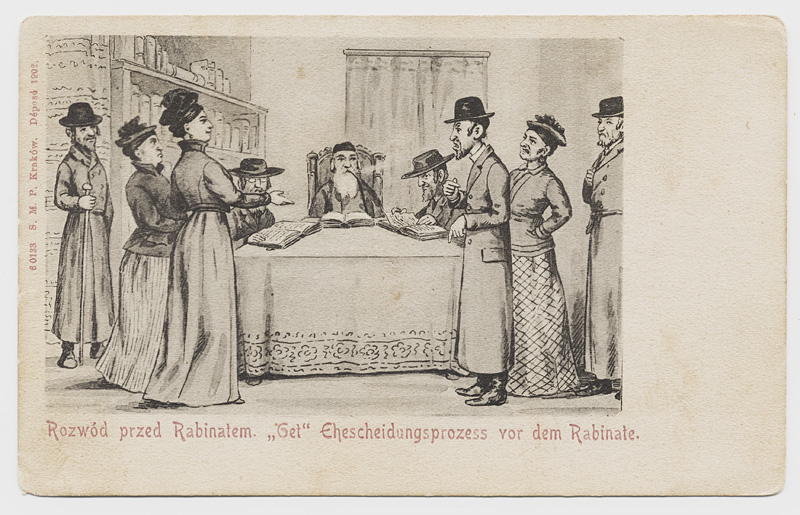
Postkarte zum Thema Scheidung, Jüdisches Museum der Schweiz

Im aschkenasischen Judentum ist seit dem 10. Jahrhundert die Zustimmung der Frau notwendig, wobei die Frau dadurch, dass sie den Scheidebrief berührt, ihr Einverständnis bekundet. Bei der Ausstellung ist die Anwesenheit der Frau nicht erforderlich. Der Get kann ihr auch durch Dritte zugestellt werden. Wenn die Frau den Get annimmt, ist die Scheidung rechtskräftig.
Die Trennung des Familienrechts vom Zivilrecht geht in Israel auf die Herrschaft des Osmanischen Reichs in Palästina zurück und wurde bei der Gründung des Staates Israel 1948 übernommen, um orthodox-jüdische Gruppierungen für die Unterstützung des neuen Staates zu gewinnen.
Das Dokument wird zum Zeichen seiner Gültigkeit mit einem Riss oder Einschnitt versehen und beim Rabbinatsgericht archiviert. Der Mann überreicht in der vom Rabbinat abgehaltenen Scheidungszeremonie der Frau den Get. Will die Frau den Get im Fall einer Verstossung annehmen, muss sie einige Schritte zurückweichen. Der Mann und die Frau erhalten jeweils ein Dokument, in dem bezeugt wird, dass sie geschieden sind und wieder heiraten dürfen.
Ein berühmter historischer Streitfall des späten 18. Jahrhunderts war der Get von Kleve (1767 f.). Ein Mann hatte seiner Frau gegen deren Willen einen Scheidebrief ausgestellt, es bestanden jedoch Zweifel hinsichtlich seines Geisteszustands. Über diese Entscheidung entzweiten sich die Rabbinatsgerichte Westeuropas. Der Mann kann unfähig sein, seinen Willen zur Scheidung bei klarem Verstand zu bekunden. Das ist jedoch die Voraussetzung für eine Scheidung.

## Scheidungsverlangen der Ehefrau
Obwohl die Scheidungsinitiative nur vom Mann ausgehen kann, kann dieser unter bestimmten Voraussetzungen von einem Rabbinatsgericht dazu verurteilt werden, sich von seiner Frau zu scheiden. Diese Voraussetzungen liegen etwa dann vor, wenn
- der Mann seiner Frau den Beischlaf verweigert,
- er seiner Unterhaltspflicht nicht nachkommt,
- er seine Frau betrügt oder misshandelt oder
- an einer „abstoßenden Krankheit“ leidet.

Allerdings sind die Sanktionen (etwa der Ausschluss aus der Gemeinde), die ein Rabbinatsgericht heute verhängen kann, in manchen Fällen nicht ausreichend, einen unwilligen Ehemann zur Ausstellung eines Scheidebriefes zu zwingen. Daher sind das böswillige Verweigern des Get und die Erpressung von Ehefrau und Rabbinat durch den Mann ein ungelöstes Problem in Israel sowie weltweit in orthodoxen Gemeinden.

## Scheidungshindernisse
Ein weiteres Problem ergibt sich, wenn der Mann verschollen oder verschwunden ist. Hier ist der unbekannte Aufenthaltsort bzw. der ungewisse Tod ein Scheidungshindernis genau wie im deutschen Recht, mit dem Unterschied, dass der Ehepartner nicht nach Ablauf einer (etwa siebenjährigen) Frist für tot erklärt werden kann. Eine solche verlassene Frau (Aguna) kann nach jüdischem Religionsgesetz nicht wieder heiraten.
Bis heute gilt: Ein Geisteskranker (Schoteh) kann keinen Get ausstellen lassen, daher kann seine Frau auch nicht wieder heiraten. Als besondere Erschwernis kommt hinzu, dass die Halacha keine Heilung von Geisteskrankheit kennt (Gittin 70b: schoteh lo samei be-yadan, etwa: „einmal irre, immer irre“). Daher kann beispielsweise die Frau eines Mannes, bei dem Schizophrenie diagnostiziert und erfolgreich behandelt wurde, keine religiöse Scheidung erreichen.

## Im Film
Im israelisch-französisches Filmdrama Get – Der Prozess der Viviane Amsalem (hebräisch גט – המשפט של ויויאן אמסלם) wird der lange, verzweifelte Kampf der Israelin Viviane Amsalem um ihre Ehescheidung erzählt. Der Film hat in Israel für breite Kontroversen gesorgt, von erschrocken bis geschockt reichte die Bandbreite.